# Landschaftsschutzgebiet Dahlbachtal

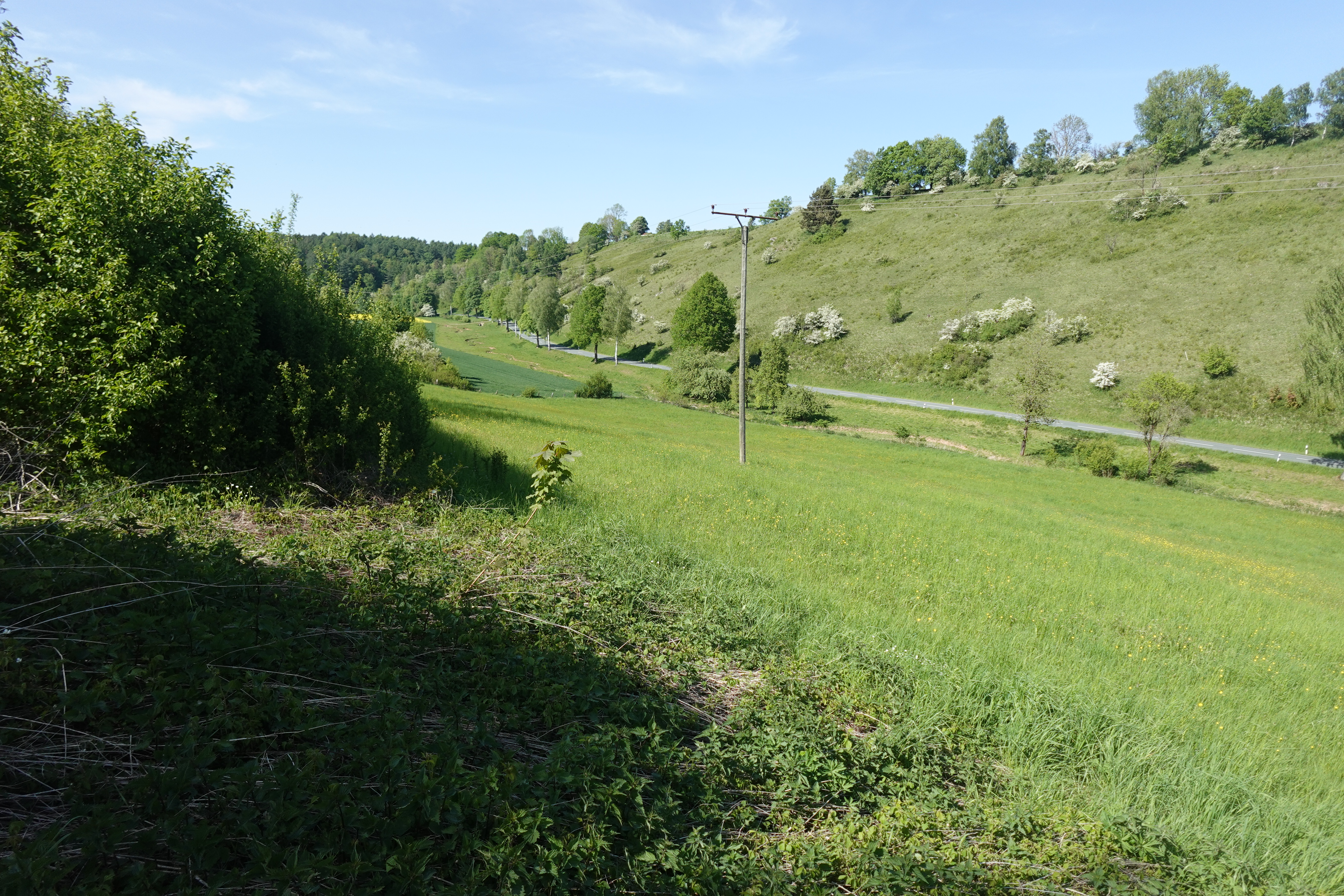
Landschaftsschutzgebiet Dahlbachtal; hinten Naturschutzgebiet Halbtrockenrasen am Dahlberg

Das Landschaftsschutzgebiet Dahlbachtal ein 26,09 ha großes Landschaftsschutzgebiet (LSG) östlich von Westheim im Stadtgebiet von Marsberg. Das Gebiet wurde 2008 mit dem Landschaftsplan Marsberg durch den Kreistag des Hochsauerlandkreises ausgewiesen. Das LSG geht westlich und südlich bis zum Dorfrand von Westheim. Östlich grenzt das Naturschutzgebiet Halbtrockenrasen am Dahlberg an. Im Norden schließt direkt das Landschaftsschutzgebiet Vor der Egge an. In Oesdorf und Westheim grenzt direkt die Bebauung an.

## Beschreibung
Im Landschaftsschutzgebiet Dahlbachtal befindet sich nur Grünland und Äcker. Im LSG befindet sich der Dahlbach. Im nördlichen Teil befindet sich eine gepflegte Kopfweidenreihe. Im unteren Teil lagen bei Ausweisung noch größere Ackerflächen in der Aue, während die westlich angrenzenden Unterhanglagen strukturreiche Grünlandstreifen aufweisen. Das LSG wird einseitig erst westlich von der Landesstraße 636 begrenzt und nach einer geländemorphologischen Engstelle erfolgt der Wechsel der Landesstraße 636 auf die östliche Seite. Am Dahlbach stehen bachbegleitende Baumreihen.

## Schutzzweck
Die Ausweisung erfolgte zur Erhaltung, Ergänzung und Optimierung eines Grünlandbiotop-Verbundsystems in den Talauen und den Magergrünland-Gesellschaften in den Naturschutzgebieten, damit Tiere und Pflanzen Wanderungs- und Ausbreitungsmöglichkeiten behalten, und diente dem Erhalt der Vorkommen geschützter Vogelarten sowie dem Schutz artenreicher Pflanzengesellschaften.

## Rechtliche Rahmen
Das Landschaftsschutzgebiet Dahlbachtal wurde als eines von 30 Landschaftsplangebieten vom Typ C, Wiesentäler und ornithologisch bedeutsames Offenland, ausgewiesen. Im Landschaftsplangebiet Marsberg gibt es auch drei Landschaftsschutzgebiete vom LSG Typ A, Allgemeiner Landschaftsschutz, wo unter anderem das Errichten von Bauten verboten ist. Ferner 17 Landschaftsschutzgebiete vom LSG Typ B, Ortsrandlagen und Landschaftscharakter, wo zusätzlich Erstaufforstungen und auch die Neuanlage von Weihnachtsbaumkulturen, Schmuckreisig- und Baumschulkulturen verboten sind. Wie in den anderen 29 Landschaftsschutzgebieten vom Typ C im Landschaftsplangebiet Marsberg besteht im LSG Landschaftsschutzgebiet Dahlbachtal zusätzlich ein Umwandlungsverbot von Grünland und Grünlandbrachen in Acker oder andere Nutzungsformen. Eine maximal zweijährige Ackernutzung innerhalb von zwölf Jahren ist erlaubt, falls damit die Erneuerung der Grasnarbe vorbereitet wird. Dies gilt als erweiterter Pflegeumbruch. Beim erweiterten Pflegeumbruch muss ein Mindestabstand von 5 m vom Mittelwasserbett eingehalten werden.